# Licaria multiflora
Licaria multiflora är en lagerväxtart som först beskrevs av André Joseph Guillaume Henri Kostermans, och fick sitt nu gällande namn av André Joseph Guillaume Henri Kostermans. Licaria multiflora ingår i släktet Licaria och familjen lagerväxter. Inga underarter finns listade i Catalogue of Life.